# Mawjoudin Queer Film Festival
Het Mawjoudin Queer Film Festival is een jaarlijks filmfestival in Tunesië ter viering van de lgbt-gemeenschap. Het begon in 2018, als het eerste queerfilmfestival in het land en heel Noord-Afrika. Het wordt georganiseerd door de Tunesische ngo Mawjoudin (Arabisch: "Wij Bestaan"). De nadruk ligt op queeridentiteiten, vooral bij mensen uit de ontwikkelingslanden.

## Motivatie
Het festival wil een ruimte creëren voor vreemde mensen die heteronormatief noch homofoob zijn. Om veiligheidsredenen wordt de locatie van het festival niet bekendgemaakt; mensen die geïnteresseerd zijn in deelname aan het festival, moeten eerst contact opnemen met de organisatoren.
De organisatoren zien het festival als een vorm van activisme: "We proberen niet alleen in de rechtbank te vechten, maar ook met behulp van kunst."

## Geschiedenis
Het eerste festival vond plaats van 15 tot 18 januari 2018. Het kreeg financiële steun van de Hirschfeld Eddy Foundation. Belangrijke thema's betroffen geslacht en non-heteronormatieve seksualiteit. Naast het tonen van 12 korte en middellange films, omvatte het festival concerten, debatten en de paneldiscussies "Queer as Art" en "Queer as Resistance".
De tweede editie van het festival werd gehouden van 22 tot 25 maart 2019 in het centrum van Tunis. Het festival van 2019 wilde het volledige lgbtqi-spectrum omvatten en was sterk gericht op feminisme. In totaal werden 31 films vertoond, waaronder Argentijnse, Chinese, Indiase, Keniaanse, Pakistaanse, Portugese en Tunesische films. Naast films werden er ook uitvoeringen, debatten en een theaterworkshop getiteld "Towards a Queer Theatre" georganiseerd.

## Films
Op het festival van 2018 werd Under The Shadow op de openingsdag vertoond. De film is een Tunesische docudrama van Nada Mezni Hafaiedh en kreeg erkenning op het Carthage Film Festival.
Tijdens het festival in 2019 werden onder meer vertoond:
- Extravaganza een Chinese documentaire van Mathiew Baren
- Rafiki, een Keniaanse film van Wanuri Kahiu
- Sisak, een stille korte film van Fawaz Arif Ansari
- Today Match at Three, een Argentijnse film van Clarisa Navas over het damesvoetbal in het kielzog van 2019 FIFA Women's World Cup
- Travestie, een documentaire van Safwen Abdellali die het verhaal van een transgender persoon volgt
- A Tribord, Je Vomis, door Tarek Sardi, gecoproduceerd door festivalorganisatoren Mawjoudin
- Ymin el Baccouche, door Tarek Sardi, die bifobie aan de kaak stelt